# 賭俠之人定勝天
《賭俠之人定勝天》是2003年首映的香港電影。由鄭偉文導演，張家輝、楊恭如、杜德偉、李燦森主演。

## 剧情简介
1972年，豪商羅老爺正室產子，產房燈火通明、服侍周到，兒子取名羅定一。另一方面下人司徒阿綺，因受羅老爺污辱，因奸成孕，於同日在潮濕邋遢的幽暗廚房內獨自產子，取名羅四兩。及後兩母子更被羅老爺趕出家門。
阿綺幸得算命師高師傅收留，高師傅得知羅四兩非池中物，加以照顧。羅四兩自小逢賭必勝，橫財就手，生活無憂。反觀羅老爺一家，自定一出生之後，頭頭碰着黑，最後弄至家破人亡，定一淪為孤兒，幸得阿綺收留。
三歲的四兩已天才橫溢，後被正室以風水術數轉命改運，和定一換轉名字，更自行改名司徒定一。從此風生水起，二十五歲成為世界級賭王之王，未到三十，旗下的麻雀館和地下賭莊不計其數。羅四兩正好相反，雖然嗜賭如命，無賭不歡，但卻逢賭必輸，並患上思覺失調，幸得青梅竹馬的阿花、沙煲兄弟鐵罐和飯盒收留。阿花對四兩處處關照，但感情卻是若即若離。
四兩突遭奇遇，像開竅一樣逢賭必勝，好運之際，卻被神秘超級富豪幕後操縱的組織綁架，與同被綁架的各種天才一起生活，慘成研究對象。四兩在組織內認識數學天才方天鐸，幾經艱苦，終能一同逃出生天。
四兩與方天鐸雙劍合璧，橫掃賭壇，開始威脅定一。定一諸事不順，想起高師傅曾批算自己的三十大限，有感大限將至，定一必要與同年同月同日生的四兩賭命借運，贏取四兩運勢，方可繼續大富大貴。四兩與方天鐸最後與司徒定一決戰一局，以生命作賭注，決定大家今後命運，決定「賭俠」誰屬。

## 演员
| 演员       | 角色     | 备注 |
| 張家輝     | 羅四兩   | 原名罗定一，羅大富、李至大之子，29岁，无业，嗜赌，一次不眠不休雀战中休克，从此患上思觉失调，半生乏善足陈。一次奇偶，结识了数学天才方天铎，在赌场上旗开得胜，横财就手，其后因以为自己患上绝症，借赌济贫，阴差阳错成为现代侠盗罗宾汉。 |
| 楊恭如     | 阿花     | 24岁，十六岁开始受聘于司徒定一，处处关照四两，竭尽所能保护四两，年纪渐长，不值定一所为，亦对四两产生情感，最后背叛定一，反被挟持作饵，形成两雄相斗局面。                                                                             |
| 杜德偉     | 司徒定一 | 原名罗四两，羅老爺、司徒綺之子，29岁，雄霸赌坛，身家无数，人称「赌王之王」，却被至尊无敌的称号所困，生活在无止境的焦虑和自制之中，几乎不能呼吸。其后，更深信命运决定一切，不惜向四两借运，强求逆转天命。                             |
| 李燦森     | 方天鐸   | 38岁，IQ超过二百，数学天才，三岁时被贫病无依的母亲卖予某研究组织，一直被作为研究对象，偶然机会下遇上四两，决定逃出神秘大楼，重过新生。                                                                                               |
| 陳見飛     | 尤莉     | 性感美女，司徒定一之秘书，安排在四两身边的棋子，用以控制四两，幸被天铎识破，终于弃暗投明。 |
| 李蕙敏     | 司徒綺   | 司徒定一之母，从17岁至47岁，楚楚可怜，善良而无知，17岁那年被罗老爷污辱，珠胎暗结，与老爷正室同日产子，更被赶出家门，幸后来母凭子贵，安乐半生。                                                                                       |
| 張堅庭     | 三叔     | |
| Joe Junior | 高師傅   | 人称高师傅，45岁，对术数素有研究，然而为人心术不正，偶然下得知定一命运乃人中之龙，于是攀附，让自己过着奢华生活。 |
| 梁俊一     |          | |
| 郭力行     |          | |
| 陳展鵬     | 廚師     | |
| 姚嘉妮     | 罗李至大 | 罗四两母，23岁，为人善妒，心胸狭隘，竟把刚产后的司徒阿绮赶出家门，却不幸患上产后抑郁症，留下四两孤苦伶仃。 |
| 林祖輝     | 罗大富   | 羅四兩、司徒定一之父，39岁，生于大户人家，家财亿万，但求子若渴，遂作双边投注，暗中污辱下人阿绮，不料两子同时出生，唯怕妻如命，赶走阿绮母子，其后头头碰着黑，横死街头。                                                               |
| 黃華和     | 李大勝   | 賭王 |

## 外部連結
1. ↑  . 開眼電影網.   [2020-08-07]. （原始内容存档于2020-10-30）.